# 78432 Геленсейлер
78432 Геленсейлер (78432 Helensailer) — астероїд головного поясу, відкритий 29 серпня 2002 року.
Тіссеранів параметр щодо Юпітера — 3,171.